# Brug 2485
Brug 2485 is een bouwkundig kunstwerk in Halfweg onderdeel van de gemeente Haarlemmermeer.
Deze voet- en fietsbrug is gelegen tussen de Mientekade en het Remisepad, beide liggend aan de zuidoostelijke rand van Halfweg. Dat Remisepad ligt in de Osdorper Bovenpolder, die grotendeels valt onder de gemeente Amsterdam, alleen de noordwestelijke hoek valt onder gemeente Haarlemmermeer. Het Remisepad is een voortzetting van het Amsterdamse Lascarpad, dat de Ringvaart Haarlemmermeer aan de Amsterdamse zijde volgt. Rond 2012 werd dat Lascarpad doorgetrokken en kreeg een aansluiting richting de Osdorperweg, die hier even als behorend tot Amsterdam in Halfweg snijdt. Vermoedelijk kreeg het een Amsterdams brugnummer omdat het meest gebruikt wordt door voetgangers en fietsers komend vanuit of gaand richting Amsterdam. Het is daarmee een van de meest westelijk gelegen bruggen die een Amsterdams nummer kreeg, strijdend met brug 2128 in datzelfde Lascarpad. De Veenderijbrug gelegen in de onmiddellijke omgeving bleef de meest westelijk gelegen verkeersbrug met een Amsterdams nummer (brug 639). 
Om deze verbinding te leggen werd gekozen voor een grotendeels houten brug. De brug steunt op twee paar brugpijlers waarop twee jukken liggen. De overspanning wordt gevormd door houten balken waarop vervolgens rij/loopdek en houten brugleuningen/balustrades zijn gemonteerd.
2400 · 2401 · 2402 · 2403 · 2404 · 2405 · 2406 · 2407 · 2408 · 2409 ·  2410 · 2411 · 2412 · 2413 · 2414 · 2415 · 2421 · 2422 · 2423 · 2424 · 2425 · 2426 · 2427 · 2428 · 2429 · 2430 · 2431 · 2432 · 2433 · 2434 · 2435 · 2436 · 2437 · 2438 · 2439 · 2441 · 2451-2453 · 2454 · 2455 · 2456 · 2457 · 2459 · 2461 · 2462 · 2468 · 2469 · 2470 · 2471 · 2472 · 2473 · 2474 · 2475 · 2476 · 2477 · 2478 · 2480 · 2481 · 2482 · 2483 · 2484 · 2485 · 2486 · 2487 · 2488 · 2489 · 2490 · 2491 · 2492 · 2493 · 2494-2499
Brugnummers 2416, 2417, 2418, 2419, 2420, 2441, 2442, 2443, 2444,  2445, 2446, 2447, 2448, 2449, 2450, 2458, 2460, 2463, 2464, 2465, 2466, 2467, 2479 zijn niet vergeven.